# Francisco Javier Espejo Ropero
Francisco Javier Espejo (Avilés, 29 de març de 1971) és un exfutbolista asturià, que ocupava la posició de defensa.

## Trajectòria
Sorgeix del planter del Real Avilés. Després de passar pels filials sportinguistes i per la UE Figueres, arriba a jugar dos partits amb el primer equip a la campanya 94/95 de primera divisió (els únics partits de la seua carrera a la màxima categoria). A la temporada 95/96 recala en la UD Las Palmas, amb qui aconsegueix pujar a la Segona Divisió.
En la categoria d'argent, Espejo juga només sis partits amb els canaris. La temporada 97/98 fitxa per la UE Lleida, on troba la titularitat i acaba la campanya amb 37 partits i un gol. Però, no té continuïtat a l'equip català i marxa a l'Hèrcules CF, on realitza una temporada més irregular i el seu equip perd la categoria. L'asturià encara romandria dos anys més amb els alacantins a la Segona B.
Després de jugar en el Marítimo Funchal portugués, a l'estiu del 2002 s'incorpora a l'Algesires. Amb els andalusos ascendeix a Segona, tot i que l'estada serà ràpida: eixa campanya, el defensa és titular i participa en 33 partits. El 2004 fitxa pel Ciudad de Murcia, on no comptarà massa. Deixa el club murcià al final de la temporada 04/05 i recala a l'Eldenc. Al club valencià hi roman tres campanyes entre la Segona B i la Tercera.